# Edmund Rejek
Edmund Rejek (ur. 5 listopada 1913 w Dortmundzie, zm. w styczniu 1989 w Poznaniu) – polski inżynier i urzędnik kolejowy.

## Życiorys
Syn Władysława Rejka, ślusarza i Magdaleny zd. Reszel. W 1919 rodzina powróciła z Niemiec do Polski, do Poznania, gdzie uczęszczał kolejno do szkoły powszechnej, szkoły wydziałowej i Państwowej Szkoły Budownictwa (1930-1933). Pełnił funkcje inspektora nadzoru budowlanego w Urzędzie Wojewódzkim w Poznaniu (1935-). W okresie II wojny światowej był zatrudniony na kolejach niemieckich (1940-). Pracę tę kontynuował też po wojnie podejmując pracę na kolejach polskich, m.in. mając istotny wkład w odbudowę budowlanej infrastruktury kolejowej Dyrekcji Kolei w Poznaniu zwłaszcza na węźle poznańskim, pełniąc szereg funkcji w tejże Dyrekcji - kierownika działu budynków (1949-), zastępcy naczelnika Zarządu Drogowego (1952-), dyrektora oddziału Biura Projektów i Studiów Kolejowych w Poznaniu (1955-1962) oraz dyrektora Dyrekcji Okręgu Kolei Państwowych (1962-1974). Na Politechnice Poznańskiej uzyskał tytuł inżyniera budownictwa (1954-1957). Pochowany na Cmentarzu Komunalnym Junikowo 11 stycznia 1989.